# Franciszek Szembek (zm. 1693)
Franciszek Szembek herbu Szembek (ur. ok. 1625 w Słupowie, zm. 1693) – poseł na sejm, burgrabia krakowski (od 1655), pisarz ziemski krakowski od 1663, kasztelan krakowski (1685), starosta biecki w latach 1667–1681, kasztelan sanocki (od 1685) i kasztelan kamieniecki od 1688. Ojciec dwóch prymasów Polski: Stanisława Szembeka (1650–1721) i Krzysztofa Antoniego Szembeka (1667–1748).

## Życiorys
Urodził się w wielkopolskiej wsi Słupowo (obecnie Siemianice) w rodzinie Stanisława Szembeka i Anny Amendzianki
Studiował na Uniwersytecie w Ingolstadt w 1644 roku.
Poseł sejmiku proszowickiego na sejm 1667 roku. W 1667 był sędzią kapturowym powiatu bieckiego województwa krakowskiego. Był elektorem Michała Korybuta Wiśniowieckiego w 1669 z województwa krakowskiego. Jako poseł na sejm konwokacyjny 1674 roku z województwa krakowskiego był członkiem konfederacji generalnej zawiązanej 15 stycznia 1674 roku na tym sejmie.
Był również fundatorem kościoła w Zielenicach, oraz właścicielem domu w Proszowicach.
Ożeniony z Zofią Pieniążek (zm. 1671) miał z nią ośmioro dzieci, potomstwem z tego związku byli między innymi Stanisław Szembek, Przecław Stefan Szembek kasztelan wojnicki, Michał Szembek i Antoni Szembek oraz Teresa Szembekówna imię zakonne Franciszka wizytka. Po śmierci pierwszej żony ożeniony powtórnie z Anną Rupniewską (zm. 1706), która dzięki poparciu rodziny Szembeków skutecznie walczyła o spadek po swoim bracie z jego żoną Agnieszką Machówną, ostatecznie skazaną i ściętą z wyroku sądowego. Z drugiego małżeństwa Franciszek miał pięciu synów, byli to Jan Sebastian Szembek, Ludwik Szembek ksiądz kanonik krakowski i warmiński, opat jędrzejowski, sekretarz wielki koronny, Franciszek Szembek chorąży nadworny koronny, Krzysztof Jan Szembek i Aleksander Kazimierz Szembek stolnik koronny 1712, wojewoda sieradzki 1729, starosta biecki, kowelski i radomski.
Franciszek Szembek był ojcem czterech biskupów, z których dwóch doszło do godności prymasowskiej. Fundator kościoła w Zielenicach tutaj też znajduje się płyta nagrobna Franciszka Szembeka ufundowana przez synów.

## Publikacje
- Władysław Sarna. Biskupi przemyscy obrządku łacińskiego. Przemyśl, 1903.